# Reinhold Nedoschil
Reinhold Nedoschil (* 2. November 1939 in Brod; † 14. August 2021 in Offenbach am Main) war ein deutscher Fußballspieler, der von 1959 bis 1963 als Aktiver des Karlsruher SC in der Fußball-Oberliga Süd 42 Punktspiele absolviert und dabei 21 Tore erzielt hat.

## Laufbahn

### Karlsruhe, bis 1963
Aus der KSC-Jugend über die Amateurmannschaft führte der Weg des Nachwuchsstürmers Reinhold Nedoschil im Dezember 1959 in die Vertragsspielerelf des badischen Süd-Oberligisten. Zugehörig der Amateurmannschaft, welche in der 2. Amateurliga Mittelbaden spielte, wurde das 20-jährige Flügeltalent im Nachholspieltag am 27. Dezember 1959, beim Auswärtsspiel gegen Eintracht Frankfurt von Trainer Eduard Frühwirth erstmals in der Oberliga Süd auf Linksaußen zum Einsatz gebracht. Zusammen mit Willy Reitgaßl, Günter Herrmann, Reinhold Wischnowsky und Friedel Späth bildete er den KSC-Sturm. Trotz der 1:4-Niederlage führte der KSC weiterhin die Tabelle an und feierte am Rundenende die Meisterschaft.
Sein bestes Jahr wurde die nachfolgende Runde 1960/61, in der er von Beginn an, dem Vertragsligakader der Badener zugehörig war. Für die Abwehr hatte das Präsidium mit Manfred Paul und Willi Rihm zwei neue Spieler geholt und im Angriff wurde auf die vorhandenen Akteure Reitgaßl, Herrmann, Wischnowsky, Späth, Reiner, Schmitt und das von den eigenen Amateuren hochgezogene Talent Nedoschil gesetzt. Am dritten Spieltag, den 28. August 1960, kam der kraftvolle und mit gutem Schuss ausgestattete Angreifer beim Auswärtsspiel gegen den SSV Jahn Regensburg bereits zu seinem ersten Einsatz in dieser Runde. In der siebten Minute brachte er den KSC mit 1:0 in Führung, die Oberpfälzer gewannen aber das Spiel mit 2:1 Toren. Das folgende Heimspiel gegen Eintracht Frankfurt gewann der Titelverteidiger mit 5:2, Nedoschil stürmte am linken Flügel und zeichnete sich als dreifacher Torschütze aus. Den gleichen Erfolg hatte er beim ebenfalls mit 5:2 Toren gewonnenen Heimspiel am 18. September gegen den SSV Reutlingen. So war es nicht verwunderlich, dass Trainer Frühwirth auch in den Spielen um den DFB-Pokal, auf den neuen Torschützen aus dem Wildpark setzte. Nedoschil stand in der KSC-Elf die am 21. September 1960 im Halbfinale mit einem 2:0-Sieg – beide Treffer erzielte Gustav Witlatschil – den FK Pirmasens ausschaltete und in das Pokalfinale einzog. Im Endspiel, es fand am 5. Oktober in Düsseldorf gegen Borussia Mönchengladbach statt, bildete er mit Friedel Späth den linken Flügel der Karlsruher. Durch Verletzung mussten die Badener auf den starken Torhüter Manfred Paul und den robusten Mittelstürmer Reinhold Wischnowsky verzichten und verloren das Spiel – bei der Bökelbergelf zeigte Nationalspieler Albert Brülls eine überragende Leistung und gewann das spielentscheidende Duell gegen Horst Szymaniak – mit 2:3 Toren. In der Oberliga belegte der KSC hinter dem 1. FC Nürnberg und Eintracht Frankfurt den dritten Rang und Nedoschil hatte in 22 Spielen 15 Tore erzielt.
In der Runde 1961/62 konnte er diese Quote nicht mehr wiederholen. In 13 Einsätzen kam er auf fünf Tore. Herausragend war dabei der 3:0-Heimsieg am 18. Februar 1962 gegen den Tabellenführer aus Nürnberg, als Neuzugang Jupp Marx sich mit drei Treffern auszeichnete und Nedoschil am linken Flügel stürmte. Im letzten Jahr des alten erstklassigen Oberligasystems, 1962/63, hatte mit Kurt Sommerlatt ein neuer Mann das Trainerzepter in der Hand. Da dem KSC mit Otto Geisert, Joachim Thimm und dem hoffnungsvollen Jugendnationalspieler Horst Wild drei neue Offensivkräfte zur Verfügung standen, schwanden die Einsatzchancen von Nedoschil beträchtlich. Der KSC belegte den fünften Rang und wurde für die neue Fußball-Bundesliga zur Runde 1963/64 nominiert, Nedoschil hatte in sechs Spielen ein Tor erzielt. In seinem letzten Pflichtspiel für den KSC, am 7. April 1963, im Heimspiel gegen den BC Augsburg, glückte ihm in der 87. Spielminute der 3:2-Siegtreffer. Nedoschil schloss sich zur Runde 1963/64 TuRa Ludwigshafen in der Regionalliga Südwest an.

### Regionalliga, 1963 bis 1968
TuRa eröffnete die Runde am 4. August 1963 mit einem Heimspiel gegen den SV Röchling Völklingen. Das Spiel endete 1:1-Remis, Nedoschil hatte seine neue Mannschaft mit 1:0 in Führung gebracht. Am Rundenende stand TuRa auf dem 12. Rang und der Mann vom KSC hatte in 35 Spielen 15 Tore erzielt. Da die beiden Ludwigshafener Regionalligisten Phönix und TuRa am 28. Mai 1964 fusionierten und zur neuen Runde 1964/65 als Südwest Ludwigshafen antraten, spielte Nedoschil von 1964 bis 1967 drei Runden für den SV Südwest. Im ersten Jahr erzielte er für den Fusionsverein in 27 Ligaspielen 17 Tore und Südwest belegte den fünften Rang. Auch im Jahr der Fußballweltmeisterschaft 1966 war sein sportliches Resultat mit 21 Einsätzen und elf Toren in Ordnung. Aber 1966/67 unter dem neuen Trainer Reinhold Fanz (Senior) gehörte er nicht mehr der Südwest-Stammelf an. Er kam lediglich auf sechs Spiele und erzielte ein Tor. Deshalb nahm er das Angebot des FSV Frankfurt aus der Fußball-Regionalliga Süd an und wechselte im Sommer 1967 an den Bornheimer Hang.
Neben Nedoschil verzeichnete der FSV mit Erwin Drescher, Günter Heiden, Manfred Nehren, Gerhard Weil und dem vormaligen Ersatzkeeper des Karlsruher SC, Erich Wolf, fünf weitere Neuzugänge und wollte damit von Anfang an unter der sportlichen Führung von Trainer Heinz Baas nichts mit dem Abstiegskampf zu tun haben, sondern mehr den Blick in der Tabelle nach vorne richten. Nach dem siebten Spieltag standen die Bornheimer aber mit deprimierenden 2:12 Punkten da und der Abstiegskampf bestimmte auch in dieser Runde voll das Programm der Schwarz-Blauen. Für den ersten doppelten Punktgewinn zeichnete sich Reinhold Nedoschil mit seinem Treffer in der 16. Minute am 1. Oktober 1967 im Heimspiel gegen den SV Wiesbaden am achten Spieltag verantwortlich. Nedoschil rückte im weiteren Rundenlauf in die Abwehr zurück, spielte oftmals linker Außenläufer, dem FSV gelang aber kein Aufschwung. Trainer Baas wurde ab dem 17. März 1968 durch Philipp Nold ersetzt – Nedoschil fiel durch Krankheit aber vom 3. März bis 13. April 1968 aus – und die Frankfurter verspielten am Schlusstag, den 12. Mai 1968, durch eine 0:1-Heimniederlage gegen den SV Waldhof Mannheim den Klassenerhalt. Sein letztes Pflichtspiel für den FSV absolvierte Nedoschil als Einwechselspieler für Walter Szaule am 21. April 1968 bei der 1:2-Heimniederlage gegen den SSV Reutlingen. Er hatte 23 Spiele absolviert und zwei Tore erzielt. Nach der Runde 1967/68 beendete er seine Laufbahn.